# فرهنگستان ملی داوران تجارت بازی ویدئویی

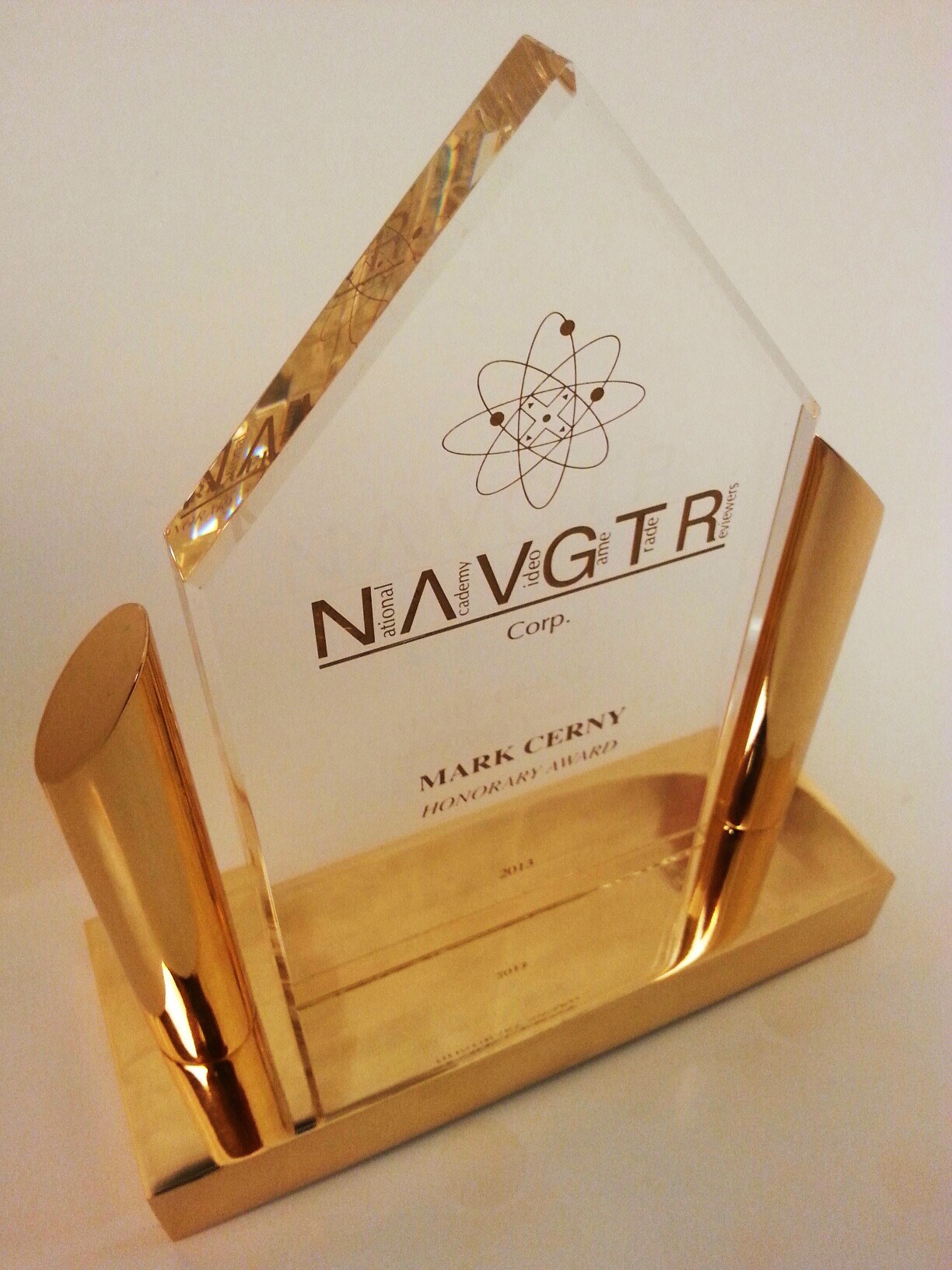
تندیس جایزه که به‌طور سالانه از سال ۲۰۰۱ به برندگان جایزه فرهنگستان ملی داوران تجارت بازی ویدئویی اهدا می‌شود

فرهنگستان ملی داوران تجارت بازی ویدئویی (به انگلیسی: National Academy of Video Game Trade Reviewers) یا NAVGTR، یک سازمان غیرانتفاعی است که از صنعت سرگرمی‌های تعاملی حمایت می‌کند. این سازمان جایزه NAVGTR را از سال ۲۰۰۱ و به‌صورت سالانه اهدا می‌کند. این سازمان بیش از ۶۰۰ عضو حرفه‌ای از خبرنگاران حوزه بازی‌های ویدئویی دارد که به نامزدها رأی می‌دهند. در سال ۲۰۱۳، این سازمان ۵۴ نوع جایزه اهدا کرد.